# Bourse de Toronto
Pour les articles homonymes, voir Bourse.
La Bourse de Toronto (Toronto Stock Exchange) aussi appelée TSX est le plus important marché boursier du Canada,
Un large éventail d'entreprises du Canada, des États-Unis et d'autres pays y est représenté.
L'indice TSX 60 mesure la capitalisation des 60 plus grosses entreprises cotées au TSX.
Basé à Toronto, la bourse de Toronto est détenue par le Groupe TMX, une entreprise privée.
Le TSX 60 mesure la capitalisation des 60 plus grosses entreprises cotées au TSX.
Outre les titres classiques, le marché opère divers fonds négociés en bourse, des fiducies de revenu et des fonds d'investissement.
Des bureaux du TSX sont établis à Montréal, Vancouver, Calgary et Winnipeg.

## Histoire
En 1852, la Bourse de Toronto est créée comme une association de courtiers.
En 1999, les Bourses Canadiennes commencent à se consolider avec la définition des rôles de chacune : la Bourse de Toronto (négociation des titres à grande capitalisation), la Bourse de Montréal (les produits dérivés), la Bourse de Vancouver et la Bourse de l’Alberta (CDNX - Canadian Venture Exchange).
En 2008, la Bourse de Montréal et le Groupe TSX fusionnent pour créer le groupe TMX.
En février 2011, les bourses de Toronto et de Londres révèlent leur intention de fusionner. En 2012, l'offre publique d’achat du Groupe TMX par le Groupe Maple, un consortium d’institutions financières Canadiennes est lancée avec succès afin d'empêcher la fusion avec le London Stock Exchange annoncée en 2011.
La Bourse de Toronto, première bourse en importance au Canada, est le marché canadien des titres à grande capitalisation. On compte sur cette place boursière près de 1500 sociétés cotés en bourse.